# 浅野昭子
浅野 昭子（あさの あきこ、1987年4月19日 - ）は、日本の女性タレント。
神奈川県出身。オスカープロモーションに所属していた。
芸能人女子フットサルチーム「表参道BEAUTY」としても活動した。背番号は「10」。現在はチームは解散している。

## 主な出演

### 映画
- 女神戦隊Vレンジャー（2005年）主演

### テレビドラマ
- ささるぅ（2007年、日本テレビ） - 昭子 役
- 都立水商!（2006年、日本テレビ） - 加藤 役
- クロサギ（2006年、TBS）
- 行列のできる法律相談所（日本テレビ）　- 再現VTR多数出演
- 相棒 Season8 第18話「右京、風邪をひく」（2010年、テレビ朝日）
- 匿名探偵 第2話（2012年、テレビ朝日）

### CM
- プロピア
- 三井住友銀行
- オリエンタルランド
- 東芝

### VP
- 全国銀行協会「～学ぼう！環境と銀行のこれから～地球みらいプロジェクト」（2011年）

### PV
- エイジアエンジニア 一人のメリークリスマス（2006年）

### 舞台
- 時速246億 vol.02『燃え尽きる寸前の光』(2008年1月17日‐23日、シアターVアカサカ)
- アルプスの少女ハイジ（2008年 三越劇場。ほか地方公演は2009年まで）- クララ 役（ダブル・キャスト）
- DOWNTOWN　HOTEL（2012年）

## リリース作品

### 写真集
- AAA(トリプルエー)—浅野昭子1st.写真集（2005年、彩文館出版）

### DVD
- 浅野昭子 The 1st.（2005年、ライブドア）